# North American A-5 Vigilante

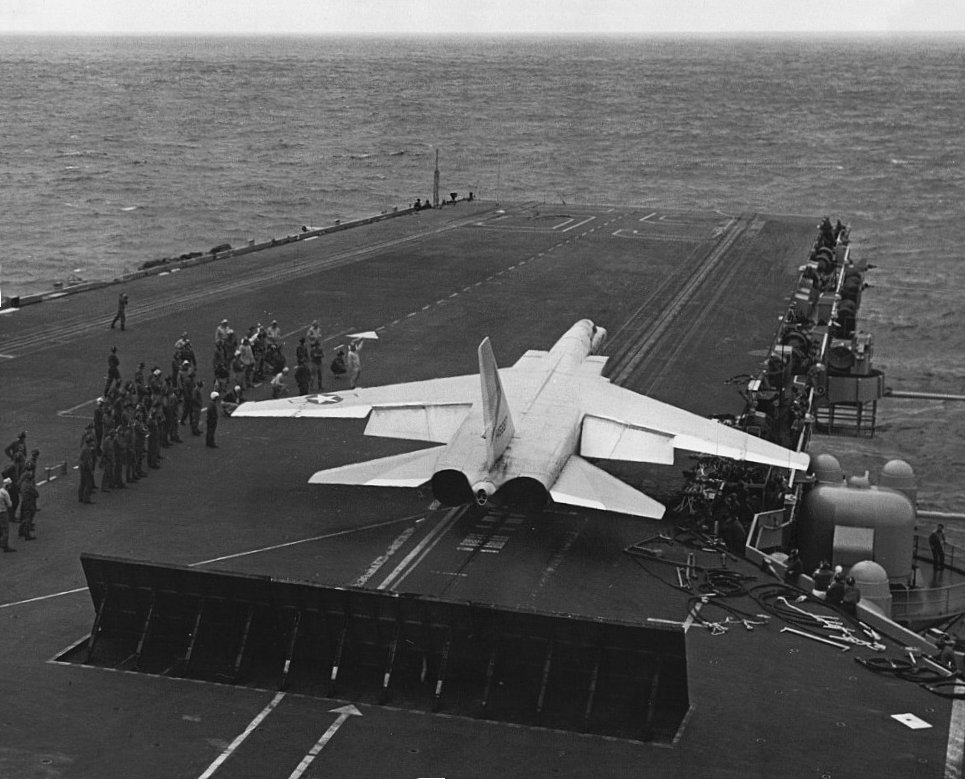
En A-5A under hangarfartygsprover, oktober 1960.

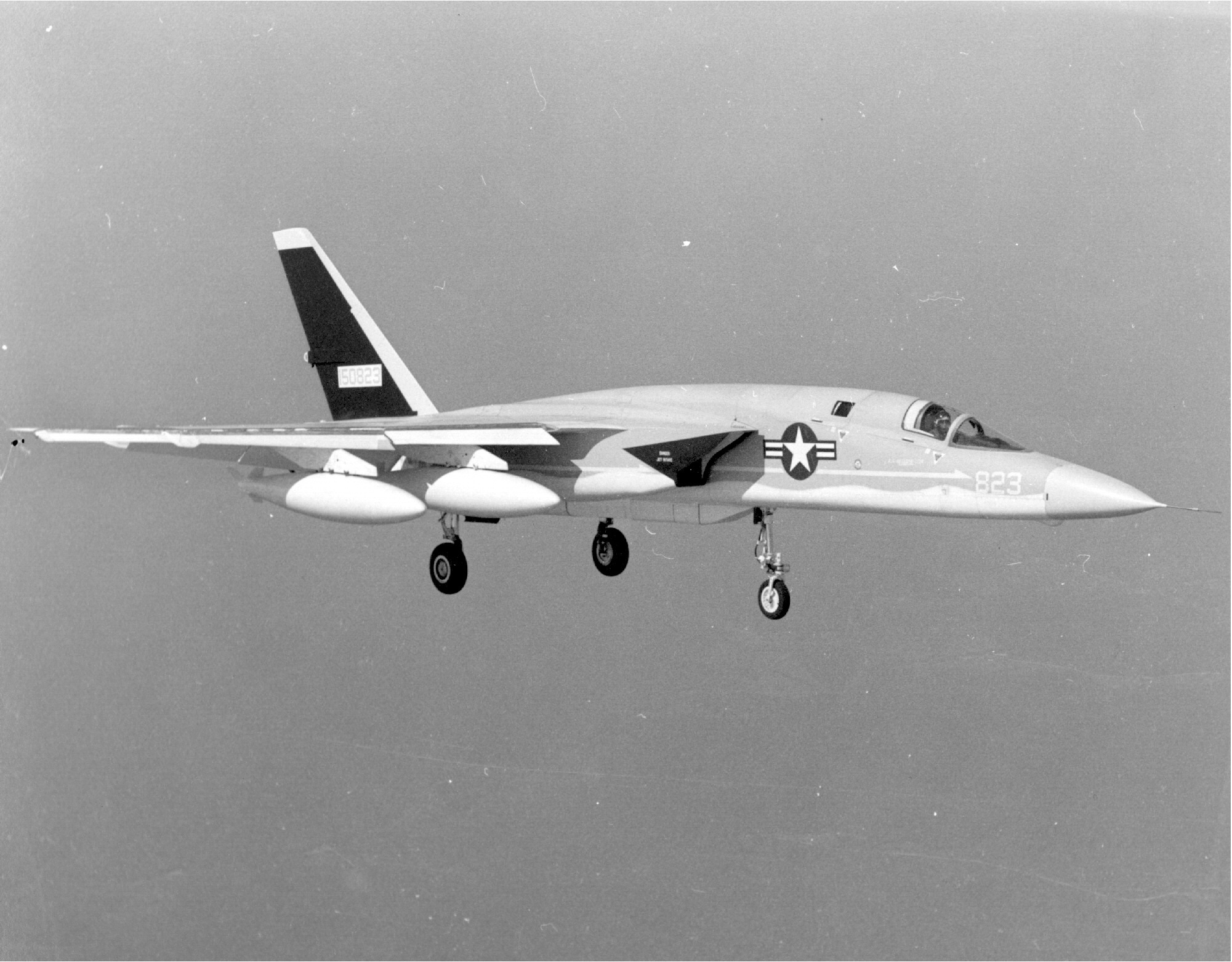
Spaningsversionen RA-5C med den större bränsletanken på ryggen och spaningsutrustningen i gondolen bakom noshjulet.

North American A-5 Vigilante var ett hangarfartygsbaserat, kärnvapenbärande bombflygplan tillverkat av North American Aviation för USA:s flotta. Den ersatte A-3 Skywarrior och användes i vietnamkriget.

## Design
Utvecklingen av luftvärnsrobotar och överljudsjaktplan gjorde att flygplan som A-2 Savage och A-3 Skywarrior inte längre kunde nå mål inne i Sovjetunionen utan att löpa alltför stor risk att skjutas ner. Därför behövdes ett bombplan som kunde flyga i överljudsfart. För att möta det kravet började North American Aviation i mitten på 1950-talet att designa ”North American General Purpose Attack Weapon” (NAGPAW) som sedan skulle få namnet A-5 Vigilante.
Vigilante introducerade mycket ny teknik som tidigare inte använts, bland annat var vingarna klädda med plåt av aluminium-litium-legering, bärande konstruktioner i titan, framför allt runt motorerna, reglerbara luftintag, indragbar lufttankningsbom, vindruta av polymetylmetakrylat och ett system som blåste avgaser från motorerna över vingarna för att hålla det kontrollerbart även i låga farter (blåsta klaffar). Den ursprungliga designen hade också en raketmotor som drevs av flygfotogen och väteperoxid för att kunna uppnå ännu högre fart under anfallet, men den ströks eftersom flottan inte ville ha stora tankar med giftig och reaktiv väteperoxid ombord på sina hangarfartyg. Många av innovationerna var hämtade från det nerlagda projektet XF-108 Rapier.
Bombutrymmet innehöll också en del nytänkande. I stället för att som tidigare släppa lasten rakt ner genom luckor i bombutrymmet sköts i stället lasten ut bakåt mellan motorerna av en krutladdning. Lasten fick då lika mycket fart bakåt som flygplanet hade framåt vilket gjorde att lasten föll rakt ner. Det gjorde det enklare att träffa, var säkrare och framför allt gjorde det att flygplanet hann bort från målområdet innan atombomben detonerade. Systemet visade sig inte vara helt tillförlitligt. Det kunde hända att rycket från katapulten fick lasten att lossna och ramla ut när flygplanet startade.

### Vidare utveckling
1972 lade USA:s flygvapen ut en förfrågan om en ”Improved Manned Interceptor” (IMI) att ersätta F-106 Delta Dart. Det skulle vara ett snabbt jaktplan med lång räckvidd som kunna bära den nya jaktroboten AIM-54 Phoenix. North Americans svar blev jaktplanet NR-349 Retaliator; En A-5 Vigilante med ny radar och med en tredje General Electric J79 jetmotor i det som tidigare var bombutrymmet. Även detta projekt lades ner.

## Historia
Den första prototypen blev färdig 16 maj 1958 och flög första gången 31 augusti 1958. 1960 började serieflygplanen att tillverkas. För att få pengar till fler flygplan genomförde flottan en serie spektakulära rekordflygningar, bland annat slog man höjdrekord med last när en A-5 Vigilante med testpiloten Leroy Heath vid spakarna lyfte ett ton till 27 750 meters höjd. I den tunna luften stannade motorerna och flygplanet föll okontrollerat mot marken, men när det åter nådde tjockare luft rätade planet upp sig och motorerna kunde startas om.
Vigilante levererades till flottans attackdivisioner mellan 1961 och 1963. Jämfört med tidigare flygplan var Vigilanten stor, tung och ovanligt komplicerad. Storleken gjorde den svårt att landa och de många tekniskt avancerade systemen gjorde att en stor del av flygplanen ständigt var på reparation och service.
Så snart UGM-27 Polaris kom i tjänst ombord på ubåtar insåg man snart fördelarna med ballistiska robotar och behovet av ett hangarfartygsbaserat, kärnvapenbärande bombflygplan minskade. Versionen A-5B var tänkt som ett konventionellt attackflygplan med mer bränsle och ytterligare två vapenbalkar. Dessa kom aldrig i tjänst utan byggdes i stället om till spaningsversion eller användes för flygutbildning.
En version som däremot kom i tjänst var spaningsversionen RA-5C. Den hade samma förbättringar som A-5B men hade också en kanotformad gondol under buken med avancerad spaningsutrustning. Förutom en mängd kameror innehöll den också AN/ALQ-61 signalspaningsutrustning och AN/APD-7 spaningsradar. För spaning i mörker kunde den förutom IR-kameror också bära en kapsel med en kraftig, nedåtriktad fotoblixt under ena vingen.

### Vietnamkriget
Från och med 1964 användes RA-5C för spaningsflygningar över Nordvietnam. Vigilante var fortfarande det snabbaste flygplan flottan hade och den höga farten gjorde att flygplanen kunde undvika både luftvärnsrobotar och jaktflyg. Detta kombinerat med god räckvidd och den avancerade spaningsutrustningen gjorde Vigilanten till en värdefull spaningsresurs.
Under 1970-talet minskade användningen av Vigilantes. Flygplanet byggdes inte längre och det var svårt att få tag på reservdelar. Både flottan och flygvapnet hade börjat gå över till att använda vanliga jakt- och attackplan med spaningskapslar för flygspaningsuppdrag. Efter Vietnamkrigets slut började Vigilante att avvecklas. Den sista flygningen skedde i december 1979.

## Varianter
- XA3J-1 Prototypflygplan. Två byggda
- A-5A Första produktionsserien. 59 byggda.
- A-5B Förbättrad version med ytterligare två vapenbalkar och mer bränsle. Sex byggda och använda som skolflygplan. Ytterligare tolv konverterades till RA-5C under produktion.
- RA-5C Spaningsversion. 43 ombyggda från A-5A och 91 nyproducerade (varav 12 som skulle ha blivit A-5B)

## Användare
USA:s flotta